# Irmgard Karner
Irmgard Karner (* 20. Februar 1927 in Breslau; † 23. August 2014) war eine deutsche Schachspielerin.

## Schachliche Erfolge
Irmgard Karner gewann 1964 die Deutsche Meisterschaft der Frauen in Bremen. Zwei Jahre zuvor war sie Dritte bei der Deutschen Damenmeisterschaft 1962 in Eckernförde.
Jeweils Vizemeisterin wurde sie 1965, als Ottilie Stibaner gewann, und 1970 hinter Anni Laakmann in Lauterbach (Hessen). Im Oktober 1968 wurde sie Vierte bei der 20. Deutschen Damenmeisterschaft in Fürstenfeldbruck, die Ursula Wasnetsky gewann.

### Schacholympiaden
Irmgard Karner nahm teil für die BRD an den Schacholympiaden in den Jahren 1966 in Oberhausen, 1969 in Lublin (Polen) und 1972 in Skopje (Jugoslawien).

### Seniorenmeisterschaften
Irmgard Karner spielte bis ins hohe Alter Schach.
Sie erzielte den dritten Platz bei der deutschen Seniorenmeisterschaft 1996 in Friedrichroda. Im Jahr 2000 wurde sie deutsche Seniorenmeisterin. Im Juli 2002 war sie Dritte der Damen bei der deutschen Seniorenmeisterschaft in Freudenstadt. Sie nahm 2003 in Bad Zwischenahn an der Seniorenweltmeisterschaft der Frauen teil, die Tamar Chmiadaschwili gewann.

### Sonstiges
Irmgard Karner war ein langjähriges Mitglied des SK Starnberg. Ihre beste Elo-Zahl betrug 2210 im Januar 1990.
Sie erhielt 1966 die silberne Nadel des Bayerischen Schachbundes.